# Anonyx pavlovski
Anonyx pavlovski är en kräftdjursart som beskrevs av William Stimpson 1853. Anonyx pavlovski ingår i släktet Anonyx och familjen Uristidae. Inga underarter finns listade i Catalogue of Life.